# Manaos Athletic Club
O Manaos Atletic Club, mais conhecido como Manaos Athletic ou apenas Athletic é uma agremiação esportiva da cidade de Manaus, capital do estado de Amazonas, fundado por por ingleses para disputa dos esportes populares em seu país de origem. Suas cores eram azul marinho e branco. O clube teve seu departamento de futebol desativado e mais tarde foi renomeado como Bosque Clube de Manaus, e existe ainda hoje.

## História
O Athletic foi fundado no dia 23 de junho de 1908 por comerciantes, bancários e engenheiros de firmas inglesas espalhadas pela cidade de Manaus que chegaram ao Estado do Amazonas no final do século XIX, atraídos principalmente pela grande circulação de capital proporcionado pela exportação da borracha. Alguns destes chegaram à capital amazonense para a construção do bonde da cidade. Esses pioneiros ingleses introduziram o futebol na capital amazonense  pois, no ano de 1903, já disputavam suas partidas na praça Floriano Peixoto, no bairro da Cachoeirinha. Poucos anos depois acabaram dando origem ao Athletic.
Além do futebol, o clube também se dedicava a outros esportes apreciados pela comunidade britânica como o tênis e o críquete. Mas foi através do esporte bretão que a agremiação esportiva se  tornou de fato conhecida e respeitada, pois o Athletic foi o melhor time de futebol que  houve no Amazonas no início do século XX.
A primeira notícia estampada na imprensa local de um jogo da equipe inglesa foi o confronto que o Athletic realizou, no dia 4 de Março de 1909, contra a tripulação do cruzador britânico “Pelorus” que se encontrava atracado no porto de Manaus. A partida realizou-se na Praça Antonio Bittencourt e terminou com uma goleada de 7x0 do “Pelorus” sobre os anglo-manauaras.
Durante sua trajetória, o clube revelou grandes talentos para o futebol amazonense. Entre eles se destacaram os atacantes Bolívar Purcell, Cunningham, Gorvin, Burns e Barton.
No dia 6 de janeiro de 1914 era fundada, na sede social do Manaos Athletic, a Liga Amazonense de Football que logo organizou o 1º campeonato local cujo título foi conquistado pelo Athletic, que repetiu o feito no ano seguinte (1915), tornando-se bicampeão amazonense de futebol. Logo depois o clube extinguia seu time de futebol passando a se dedicar a outros esportes como tênis e beisebol, inclusive foi campeão amazonense de beisebol em 1923. Ainda em 1928 se tem noticias da existência do clube sob comando dos britânicos.

### Jogos em 1910
Em 1910, na ocasião de ainda não haver um torneio oficial, todos os jogos disputados pelos clubes da cidade eram amistoso, algumas dessas partidas disputadas pelo "Athletic":
- 3 de abril de 1910 - Athletic 2x3 Brasil Foot-ball Club
- 17 de abril de 1910 - Athletic 2x1 Racing
- 8 de maio de 1910 - Athletic x Racing - jogo cancelado devido à morte do Rei Eduardo VII da Inglaterra. O Racing, outro clube de origem inglesa, hasteou por três dias seu pavilhão em luto.
- 22 de maio de 1910  - Athletic 7x1 Racing[3].

## Os Títulos no Futebol
O Manaos Athletic foi o primeiro campeão oficial da história do futebol Amazonense, levantando o título por dois anos consecutivos, 1914 e 1915.
No campeonato de 1914, o clube inglês realizou a partida de abertura, no dia 1 de fevereiro, contra o Nacional, na qual acabaram derrotados pelos nacionalinos por 2 x 1. Mas os ingleses acabaram reagindo e, meses depois, disputavam com o próprio Nacional a disputa pelo título. O jogo terminou com a vitória do Athletic por 3 x 2 e a conquista da Taça Gordon.
No dia 13 de dezembro de 1914 era realizada, no Bosque Municipal, a grande festa de entrega do troféu e medalha aos campeões. Infelizmente, alguns dos jogadores do Athletic não puderam estar presentes devido ao fato dos mesmos terem sido convocados pelo exército britânico para defender, nas trincheiras da Europa, a Inglaterra contra a Alemanha
No campeonato de 1915, o Athletic voltou com o mesmo time do certame anterior. Mas, para alegria dos ingleses, o seu principal rival na corrida ao título, o Nacional, abandonou a competição na metade em protesto contra uma decisão da Liga. Dessa maneira, o caminho ficou aberto para o Athletic que, na partida decisiva, derrotaram o Luso por 2x1, superando em número de pontos o Sporting, que ficou com o vice-campeonato.

### Campanha de 1914[5]
- 1 de Fevereiro - Athletic 1x2 Nacional
- 15 de Fevereiro - Athletic 3x0 Vasco da Gama
- 8 de Março - Athletic 2x0 Sporting
- 22 de Março - Athletic 8x0 Rio Negro
- 12 de Abril - Athletic 5x1 Sporting
- 3 de Maio - Athletic 10x0 Rio Negro
- 24 de Maio - Athletic 3x0 Vasco da Gama
- 14 de Junho - Athletic 3x2 Nacional

Time base
- Billet, Hore, Burnett, Ketnor, Wright, Thomas,Fenton, Elliot, Forbes, Barton, Baird, Burns, Compton e Yates[6]

### Campanha de 1915
- 3 de Janeiro - Athletic 7x0 Rio Negro
- 24 de Janeiro - Athletic 2x2 Nacional
- 24 de Fevereiro - Athletic 1x2 Sporting
- 7de Março - Athletic 1x0 Vasco da Gama
- 25 de Abril - Athletic 5x2 Rio Negro
- 2 de Maio - Athletic 2x0 Luso
- 6 de Junho - Athletic 1x0 Sporting
- 20 de Junho - Athletic 2x1 Luso

Após a conquista do bicampeonato, a diretoria do clube, devido a uma desavença com os dirigentes da Liga, resolveu extinguir seu time de futebol. O ponto negativo da disputa deste título foi o falecimento, no meio do torneio, do jogador inglês Burnett, o que causou grande comoção entre seus companheiros de equipe. Devido a esse acontecimento, o campeonato foi paralisado por uma semana em sinal de luto.

### Retorno ao futebol
Vez ou outra, os dirigentes do Athletic voltaram a organizar e colocar em campo (embora poucas vezes) o seu tradicional time. Isto aconteceu em 1917, quando o clube organizou um jogo beneficente entre o Athletic e o Rio Negro, cuja renda seria em benefício dos soldados ingleses feridos em combate durante o conflito mundial. O jogo terminou com uma  goleada dos Rio-Negrinos por 8x1, mostrando que o Athletic já não era mais o mesmo, pois a maioria de seus melhores craques já tinham partido para a Inglaterra.
Três anos depois, em 1920, novamente o Athletic organizava seu time em campo. No ano seguinte,1921, continuou realizando alguns amistosos, entre eles um que ganhou do Luso por 3x2 e outro que perdeu por 5x1 para o Nacional, afirmando assim que seus anos de glória já haviam ficado muito para trás, e que tentar revitalizá-lo seria uma tarefa inútil. Ainda se tem notícias de jogos do clube em 1922, 1923 e 1924. Depois disso, nunca mais seus dirigentes se arriscaram em tentar novamente criar uma equipe competitiva no futebol.

## Rivalidades
Durante os anos de atividade do time de futebol do Manaos Athletic (1908 a 1915), os ingleses tiveram três grandes rivais em campo: as equipes do Racing, Brasil e Nacional.
O Racing
Um dos primeiros rivais do Athletic foi o Racing, clube pioneiro do futebol amazonense que foi fundado em 1906 pelo maranhense José Conduru Pacheco. Essa rivalidade teve origem no ano de 1910, quando os times realizaram memoráveis duelos, com destaque na imprensa e a grande presença de público. Em um dos confrontos, realizado no dia 22 de Maio do mesmo ano e ocorrido no campo do time alvinegro (a Praça Floriano Peixoto), os ingleses não se intimidaram e golearam os donos da casa por 7x1, sendo que o principal destaque da partida foi o atacante Bolívar Purcell, que marcou cinco gols contra o time do Racing.
O Brasil
Outro importante rival foi a equipe do Brasil, clube fundado em 1909 pelo jovem Ulysses Reimar. Os dois times vinham se enfrentando desde 1909, mas foi o período de 1912 a 1913, que os confrontos ganharam contornos de uma rivalidade ferrenha. Um dos principais jogos foi realizado no dia 15 de novembro de 1912, quando o Athletic goleou o Brasil por 6x2. Mas, logo depois, no dia 8 de dezembro, os brasileiros davam o troco, goleando os ingleses por 5x1. O último jogo entre ambos, aconteceu no dia 29 de junho de 1913, quando o Athletic novamente ganhou com facilidade do Brasil por 5x0.
Com o Nacional
Já seu outro e último rival foi o Nacional, fundado em janeiro de 1913 pelo jovem Manoel Fernandes da Silva e pelo professor Coriolano Durand. Os duelos entre os dois times eram bem equilibrados, pois os nacionalinos possuíam bons atletas como Cazuza, Paulo Mello e Cícero Costa, embora os Ingleses possuíssem também seus talentos como a dupla de atacantes Barton e Burns. O ápice desse clássico ocorreu durante o campeonato Amazonense de 1914, quando os dois clubes decidiram o título no Bosque Municipal (atual Bosque Clube), saindo vitorioso o Manáos Athletic.
Confrontos contra o "Scratch Brasileiro"
Ainda em 1913 os dirigentes dos principais clubes resolveram formar um selecionado local, composto pelos melhores jogadores manauaras, para enfrentar, numa série de jogos, o Manaos Athletic. Esse selecionado ficou conhecido como “Scratch Brasileiro”. Em uma disputa em que se procurava avaliar qual era o melhor futebol jogado no norte do Brasil, se o Inglês ou Brasileiro, a série de confrontos terminou empatada, pois nos cinco jogos realizados no Bosque, o Athletic ganhou dois, empatou um e perdeu outros dois jogos.

## Reformulação: o Bosque Clube
Devido à queda da borracha, e a crise econômica que isto gerou, muitos ingleses voltaram ao seu lugar de origem, entre eles os sócios do Athletic. Ao partir, estes entregaram o patrimônio do clube para aos amazonenses, que reformularam a agremiação e mais tarde a rebatizaram como Bosque Clube de Manaus. O Bosque Clube existe até hoje como clube social e esportivo, praticando principalmente tênis em suas dependências

### O campo oficial
O seu campo oficial era o Bosque Municipal, localizado na atual Avenida Constantino Nery. O Athletic era praticamente imbatível em seus domínios, mas vez ou outra  um time de manauaras conseguia o feito de derrotar os Ingleses dentro de seu campo o que merecia grande destaque na imprensa local. O Bosque serviu à Liga em seus primeiros anos, recebendo também partidas que não incluíam o Athletic. No local onde era o Bosque Municipal, ou campo dos Ingleses, existe atualmente a sede do Bosque Clube de Manaus.

## Títulos Estaduais
- Campeão Amazonense de Futebol: (1914 e 1915).[8]
- Campeão Amazonense de Beisebol - 1923